# Farad
Članek govori o enoti za kapacitivnost. Za enoto naboja glejte faraday (enota). Za madžarsko vas glejte Farád.
Farád (oznaka F) je izpeljana enota mednarodnega sistema enot za kapacitivnost. Imenovana je po angleškem fiziku Michaelu Faradayu.

## Definicija
Kondenzator, ki sprejme električni naboj enega coulomba (ampersekunde), napetost na njegovih sponkah pa se pri tem spremeni za en volt, ima kapacitivnost enega farada.
Farad z osnovnimi enotami SI sistema zapišemo: s4 · A2 · m−2 · kg−1. Veljajo enakosti:
{\displaystyle {\mbox{F}}=\,\mathrm {\frac {A\cdot s}{V}} ={\dfrac {\mbox{J}}{{\mbox{V}}^{2}}}={\dfrac {\mbox{C}}{\mbox{V}}}={\dfrac {{\mbox{C}}^{2}}{\mbox{J}}}={\dfrac {{\mbox{C}}^{2}}{{\mbox{N}}\cdot {\mbox{m}}}}={\dfrac {{\mbox{s}}^{2}\cdot {\mbox{C}}^{2}}{{\mbox{m}}^{2}\cdot {\mbox{kg}}}}={\dfrac {{\mbox{s}}^{4}\cdot {\mbox{A}}^{2}}{{\mbox{m}}^{2}\cdot {\mbox{kg}}}}={\dfrac {\mbox{s}}{\Omega }}}
V praksi se izkaže, da je farad zelo velika enota. Običajno v električnih vezjih najdemo kondenzatorje s kapacitivnostmi od nekaj pikofaradov (pF) prek nano-, mikro- do nekaj milifaradov. Še večji kondenzatorji navadno služijo zagotavljanju napajanja v primeru izpada glavnega vira (na primer ohranjanju delovanja ure) ali glajenju napetosti v posebno zahtevnih napravah.
Kondenzatorji, manjši od enega pikofarada, nimajo velike praktične vloge, saj se v tem razredu hitro znajdejo že medsebojne kapacitivnosti vodnikov na tiskanem vezju ter druge parazitne, navadno nezaželene kapacitivnosti.
Zaradi težav pri tiskanju posebej v starejših besedilih opazimo označevanje mikrofaradov (μF) z uF. Običajne so tudi nedoslednosti pri zapisovanju veličin - zapisi, kot so 1000 nF namesto 1 μF ali pa 0,1 μF namesto 100 nF, so v literaturi precej pogosti.